# Roman Vlasov
Roman Andreevič Vlasov (in russo Роман Андреевич Власов?; Novosibirsk, 6 ottobre 1990) è un lottatore russo specializzato nella greco-romana. Ha rappresentato la Russia ai Giochi olimpici estivi di Londra 2012 Rio de Janeiro 2016, laureandosi campione olimpico in entrambe le edizioni. È stato campione iridato a Istanbul 2011, Las Vegas 2015 per la Russia e Oslo 2021 per la Federazione di lotta russa. È sposato con la schermitrice Violetta Kolobova.

## Palmarès

### Per la Russia
- Giochi olimpici

Londra 2012: oro nei 74kg.
Rio de Janeiro 2016: oro nei 75kg.
- Mondiali

Istanbul 2011: oro nei 74 kg.
Budapest 2013: argento nei 74 kg.
Las Vegas 2015: oro nei 75 kg.
- Europei

Dortmund 2011: bronzo nei 74 kg.
Belgrado 2012: oro nei 74 kg.
Tbilisi 2013: oro nei 74 kg.
Kaspiysk 2018: oro nei 77 kg.
Bucarest 2019: oro nei 77 kg.
- Universiadi

Kazan' 2013: oro nei 74 kg.

### Per la Federazione di lotta russa
- Mondiali

Oslo 2021: oro nei 77 kg.

## Altre competizioni internazionali

### Per la Russia
2020
- Oro nei 77 kg nella Coppa del mondo individuale ( Belgrado)